# Église Saint-Eustache de Dartcheti
L'église de Saint-Eustache de Dartcheti est un monument religieux géorgien au sein d'un cimetière à 1 kilomètre à l'ouest du village de Dartcheti, dans la municipalité de Gourdjaani en Kakhétie (Géorgie), datant probablement au Bas Moyen Âge.
L'église a une halle (4,9 x 5 mètres) construite en pavés. Les ouvertures des portes et des fenêtres sont en brique. En 2001-2002, les habitants de Dartcheti ont restauré l'église, changeant son aspect d'origine. L'extérieur de l'église est plâtré et blanchi à la chaux.
L'entrée est à l'ouest. La porte est rectangulaire à l'intérieur, cintrée à l'extérieur. La salle est couverte d'une arche en bois restaurée. Le sol est recouvert de ciment.
L'église est couverte d'un toit de tuiles à pignon qui s'étend à environ 1 mètre du mur ouest.

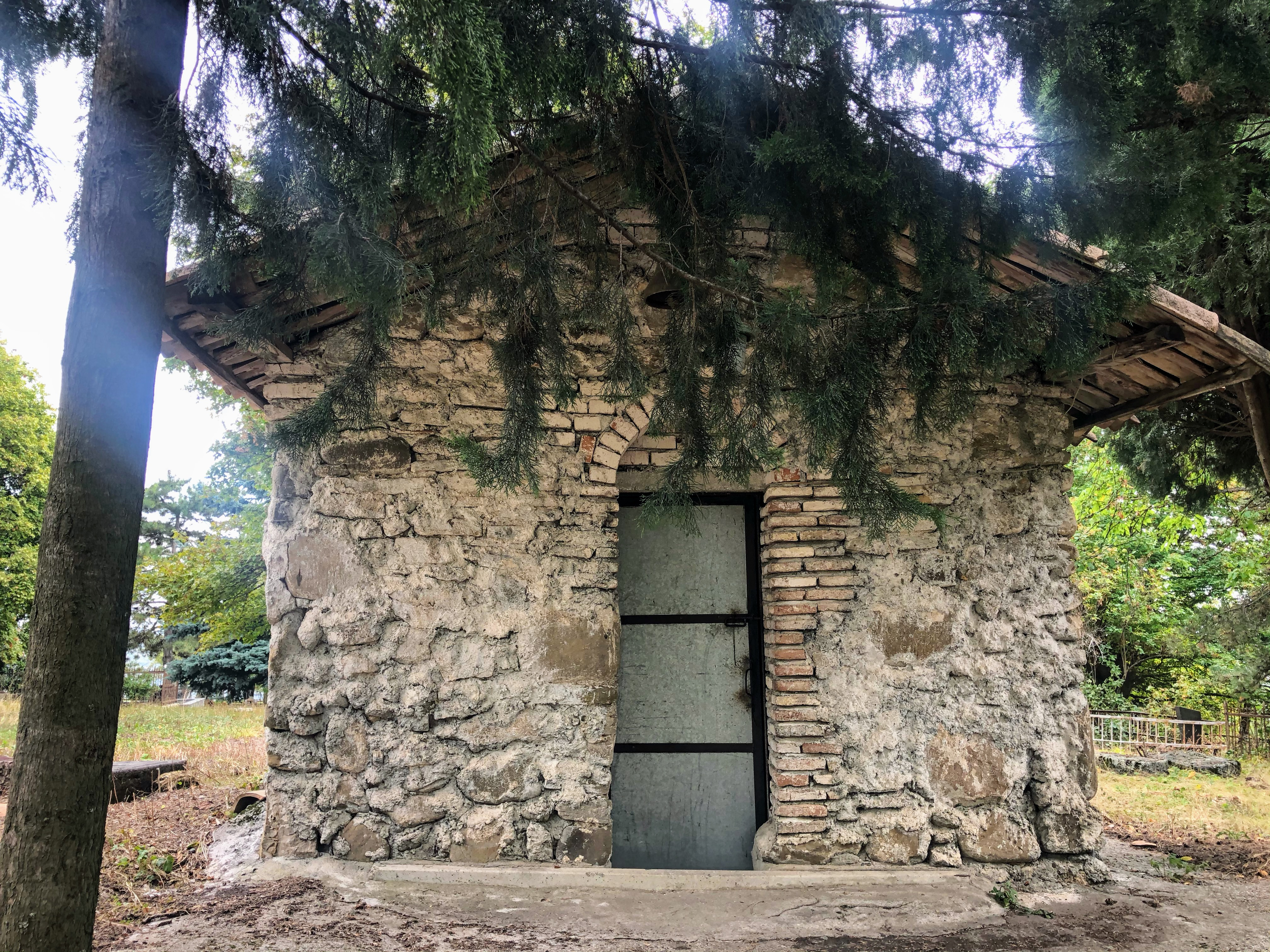
Porte de l'église
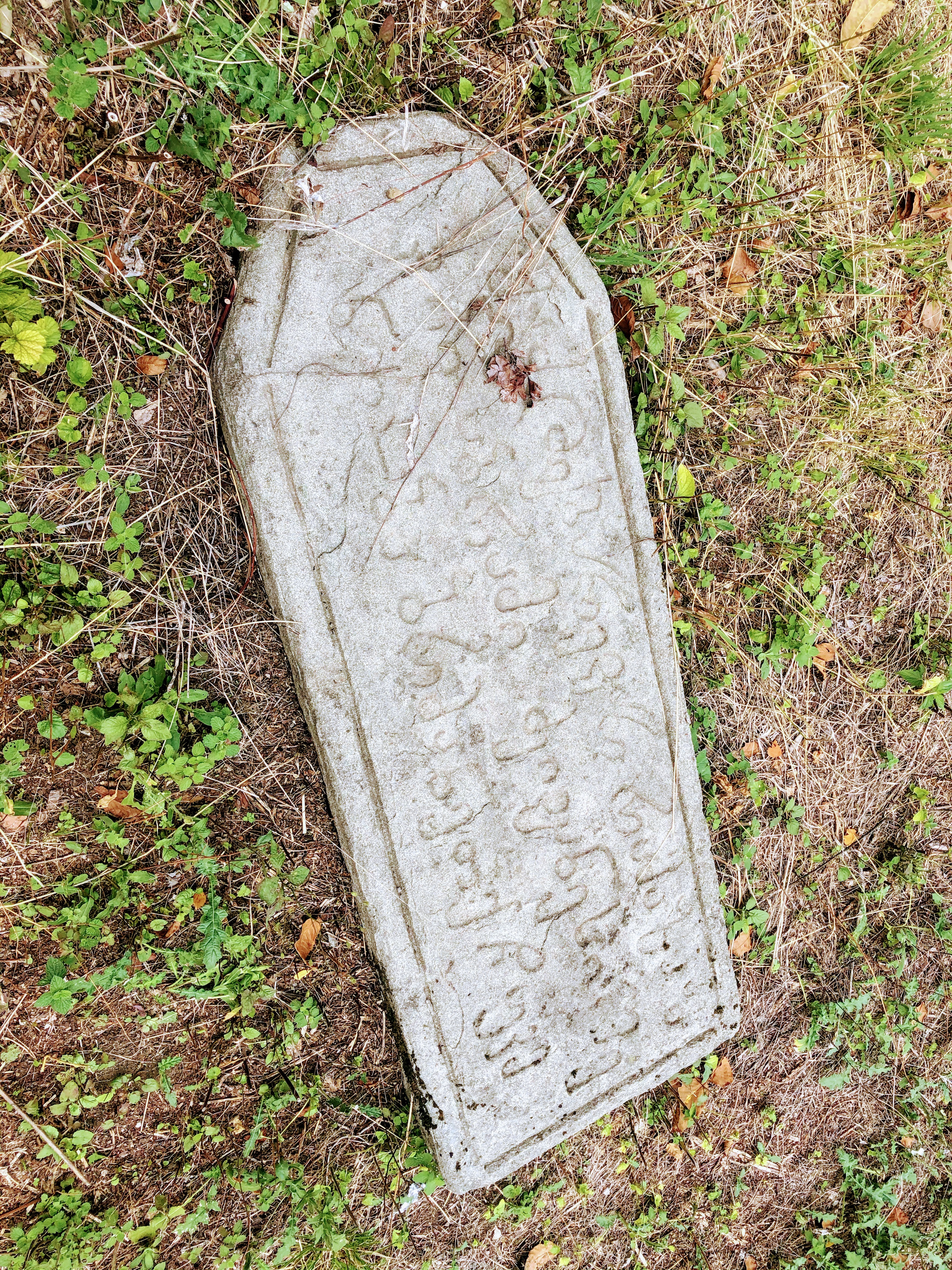
Pierre tombale au cimetière de l'église